# Karuzela głupców
Karuzela głupców (ang.: Jar of Fools) – amerykańska powieść graficzna, której autorem jest Jason Lutes. Opowiada o grupie „przegranych ludzi”: młodym magiku Erniem Weissie uzależnionym od alkoholu, jego mentorze cierpiącym na demencję, byłej dziewczynie Erniego oraz bezdomnym ojcu i jego córeczce. Ich drogi krzyżują się pod wiaduktem w dużym mieście, gdzie otrząsają się z samotności i podejmują decyzje dotyczące ich życia.
Karuzela głupców ukazała się pierwotnie w formie pasków komiksowych w amerykańskich czasopismach. W 2003 wydano ją w formie powieści graficznej, a w 2007 doczekała się polskiej edycji nakładem wydawnictwa timof i cisi wspólnicy.